# Liste der ÖRK-Mitgliedskirchen im Pazifik
Die Liste der ÖRK-Mitgliedskirchen im Pazifik erfasst die Mitglieder des Ökumenischen Rats der Kirchen, geordnet nach den Staaten, in denen sie ihren Hauptsitz haben. Die Mitgliedskirchen in Australien und Neuseeland gehören aus historischen Gründen zur ÖRK-Region Asien.
| Hauptsitz (Staat)      | Kirche                                                                  | Kirchenfamilie                           | Mitgliederzahl |
| ---------------------- | ----------------------------------------------------------------------- | ---------------------------------------- | -------------- |
| Cook-Inseln            | Christliche Kirche der Cook-Inseln                                      | Reformierte Kirchen                      | 18.000         |
| Fidschi                | Methodistische Kirche in Fidschi und Rotuma                             | Methodistische Kirchen                   | 212.860        |
| Französisch-Polynesien | Evangelische Kirche der Maòhi                                           | Reformierte Kirchen                      | 130.000        |
| Kiribati               | Unionskirche von Kiribati                                               | Reformierte Kirchen                      | 29.000         |
| Marshallinseln         | Vereinigte Kongregationalistische Kirche Christi auf den Marshallinseln | Reformierte Kirchen                      | 40.225         |
| Neukaledonien          | Evangelische Kirche auf Neukaledonien und den Loyalty-Inseln            | Reformierte Kirchen                      | 70.000         |
| Niue                   | Kongregationalistisch-Christliche Kirche von Niue                       | Reformierte Kirchen                      | ?              |
| Papua-Neuguinea        | Evangelisch-Lutherische Kirche von Papua-Neuguinea                      | Lutherische Kirchen                      | 900.000        |
| Papua-Neuguinea        | Vereinigte Kirche in Papua-Neuguinea                                    | Vereinigte und sich vereinigende Kirchen | 600.000        |
| Salomonen              | Kirche von Melanesien                                                   | Anglikanische Kirchen                    | 200.000        |
| Salomonen              | Vereinigte Kirche auf den Salomonen                                     | Vereinigte und sich vereinigende Kirchen | 50.000         |
| Samoa                  | Kongregationalistisch-Christliche Kirche in Samoa                       | Reformierte Kirchen                      | 70.000         |
| Samoa                  | Methodistische Kirche in Samoa                                          | Methodistische Kirchen                   | 35.983         |
| Amerikanisch-Samoa     | Kongregationalistisch-Christliche Kirche in Amerikanisch-Samoa          | Reformierte Kirchen                      | 39.000         |
| Tonga                  | Freie Wesleyanische Kirche von Tonga                                    | Methodistische Kirchen                   | 38.692         |
| Tuvalu                 | Christliche Kirche auf Tuvalu                                           | Reformierte Kirchen                      | 9.715          |
| Vanuatu                | Presbyterianische Kirche von Vanuatu                                    | Reformierte Kirchen                      | 78.000         |